# 傑佛遜鎮區 (阿肯色州利特爾里弗縣)
傑佛遜鎮區（英語：Jefferson Township）是位於美國阿肯色州利特爾里弗縣的一個行政鎮區。

## 地方資料
傑佛遜鎮區的面積為137.84平方千米，當中陸地面積為132.91平方千米，而水域面積為4.93平方千米。根據2010年美國人口普查的數據，當地共有人口5399人，而人口密度為每平方千米39.17人。